# Choe Myong-gwang
Choe Myong-gwang (kor. 최명광; * 7. Januar 1990) ist ein nordkoreanischer Skirennläufer. 

## Karriere
Choe Myong-gwang gab sein internationales Renndebüt am 5. März 2010 bei einem Juniorenrennen in Almaty. 
Sein erstes internationales Großereignis bestritt er bei den Olympischen Winterspielen 2018 in Pyeongchang. Dort belegte er als bestes Ergebnis den 43. Rang im Slalom. Seitdem ist er als Rennläufer nicht mehr in Erscheinung getreten.

## Erfolge

### Olympische Winterspiele
- Pyeongchang 2018: 43. Slalom, 75. Riesenslalom

### Weitere Erfolge
- Eine Platzierung unter den besten 10 bei einem FIS-Rennen